# Girolamo Graziani
Girolamo Graziani, comte de Sarzano, né le 1er octobre 1604 à Pergola dans le Duché d'Urbin et mort dans cette même ville le 12 septembre 1675, est un poète et diplomate italien. Graziani est l'auteur d'un important poème épique consacré à la prise de Grenade, qui a été non seulement beaucoup lu et apprécié au XVIIe siècle, mais également relu et réapprécié plus tard – notamment par Giacomo Leopardi qui en a puisé son inspiration pour son « Consalvo ».

## Biographie
Né en 1604, à Pergola, petite ville dans le Duché d'Urbin, il étudia dans les universités de Bologne et de Padoue, et montra, dès sa première jeunesse, du talent pour la poésie. Ses premières compositions furent reçues avec applaudissement ; et son poème de Cléopatre, qu'il fit paraître à l'âge de 22 ans, établit sa réputation. François Ier, duc de Modène, qui honorait de sa bienveillance le père de Graziani (Antoine), pour encourager les talents du fils, appela ce dernier à sa cour, le nomma son secrétaire en 1637, et lui donna le comté de Sarzano, riche domaine dans les états de Reggio. Ce fut sous les auspices de ce généreux Mécène, que Jérôme publia la plus grande partie de ses ouvrages.
En 1655, Graziani fit un voyage à Paris, où il paraît que, pour se captiver la faveur du cardinal Mazarin, il publia Il Colosso, Paris, imprimerie royale, 1656, in-fol. C'est un panégyrique des talents de ce ministre, où Graziani se livre à tous les éloges ampoulés que peut dicter l'ambition à un poète courtisan et italien. Déçu de ses espérances, il revint à Modène; et quelques années après il fit imprimer, en 1673, son Applicazione profetica delle glorie di Luigi XIV. Les éloges qu'il donne à son héros, quoique mieux fondés que ceux qu'il avait prodigués au cardinal ministre, ne sont pas sans exagération.
Une maladie obligea Graziani de quitter la cour de Modène; il se retira dans son pays natal, où il mourut le 10 septembre 1675. Graziani fut membre de l'Accademia dei Gelati de Bologne ("l'Impedito"), de l'Accademia degli Incogniti de Venise, et de l'Accademia della Crusca de Florence. Dans la Biblioteca Modenese de Tiraboschi, on trouve des détails assez étendus sur la vie et les ouvrages du Graziani.

## Œuvres

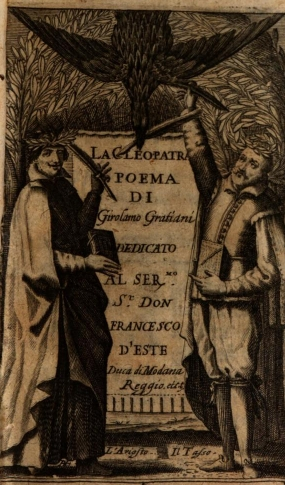
Page de titre de La Cleopatra, publié a Modène en 1632.

- La Cleopatra, Bologne, 1626, 1653, in-12. Ce poème, en six chants et en octaves, obtint une distinction honorable parmi trois autres qui l'avaient précédé, en Italie, sur le même sujet. Le style en est pur; les vers sont faciles et harmonieux ; mais on peut reprocher à l'auteur quelques jeux de mots aussi déplacés qu'inutiles.
- Il conquisto di Granata, cogli argomenti del Calvi, Modène, 1650, in-4°. ; Paris, 1654, 2 vol. in-12. ; Venise, Zatta, 1789, 2 vol. in-12. Le plan de ce poème, partagé en 26 chants et en octaves, est calqué, en grande partie, sur celui de la Guerra de Granada, de Mendoza. Ce poème contient des beautés originales ; le style est correct et soutenu, et les caractères de Ferdinand et d'Isabelle de Castille sont de main de maître. Il conquisto a eu beaucoup de succès en France. Deux témoignages nous en donnent la preuve : l'un, de 1656, est dans la lettre du sieur du Rivage (pseudonyme de La Mesnardière) sur la Pucelle de Chapelain, où Graziani est cité à côté du Tasse et de l'Arioste comme exemple d'une appréciable disposition de la matière en vue d'un dénouement convaincant; l'autre, de 1654 (donc l'année même de l'édition parisienne), se trouve dans la préface d’Alaric : Scudéry y fait allusion à «ce beau poème de la Conqueste de Grenade, le plus bel ouvrage que l'Italie nous ait donné depuis le Tasse»[2].
- Il Cromuele, Bologne, 1671. Le succès prodigieux qu'obtint cette tragédie, fit bientôt oublier les célèbres Sofonisbe de Bembo et du Trissin ; et jusqu'à ce que parût la Mérope du Maffei, (1702), le Cromuele fut considéré comme un ouvrage classique dans son genre, tant pour la vérité des caractères que pour l'observation des règles de l'art.
- Varie poesie (Poésies diverses), Modène, 1662, in-12. Ce volume contient des sonnets, des chansons, des madrigaux, etc., qui ont, presque tous, du mérite.